# Anne Hathaway (aktorka)
Anne Jacqueline Hathaway (ur. 12 listopada 1982 w Brooklynie w Nowym Jorku) – amerykańska aktorka filmowa i piosenkarka. Zdobywczyni Oscara za rolę drugoplanową w filmie Les Misérables. Nędznicy (2012) i nominowana za najlepszą rolę pierwszoplanową w filmie Rachel wychodzi za mąż (2008).

## Życiorys

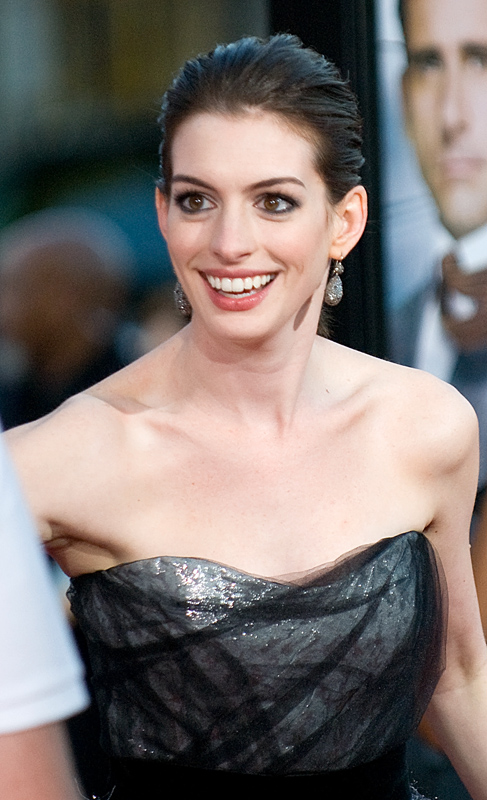
Hathaway (2008)

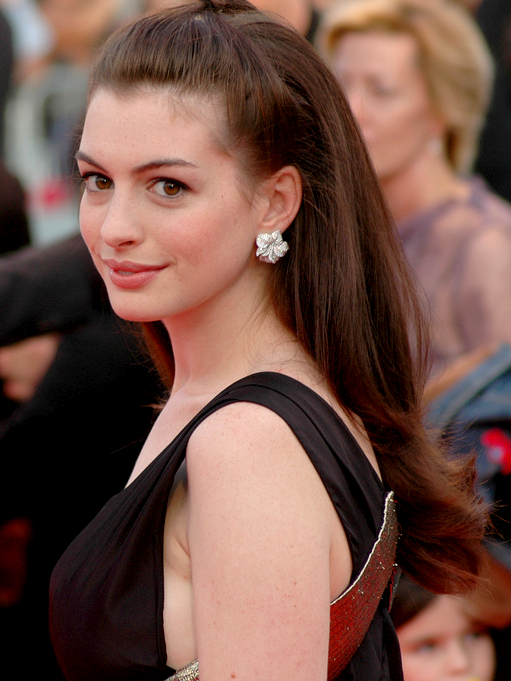
Hathaway (2007)

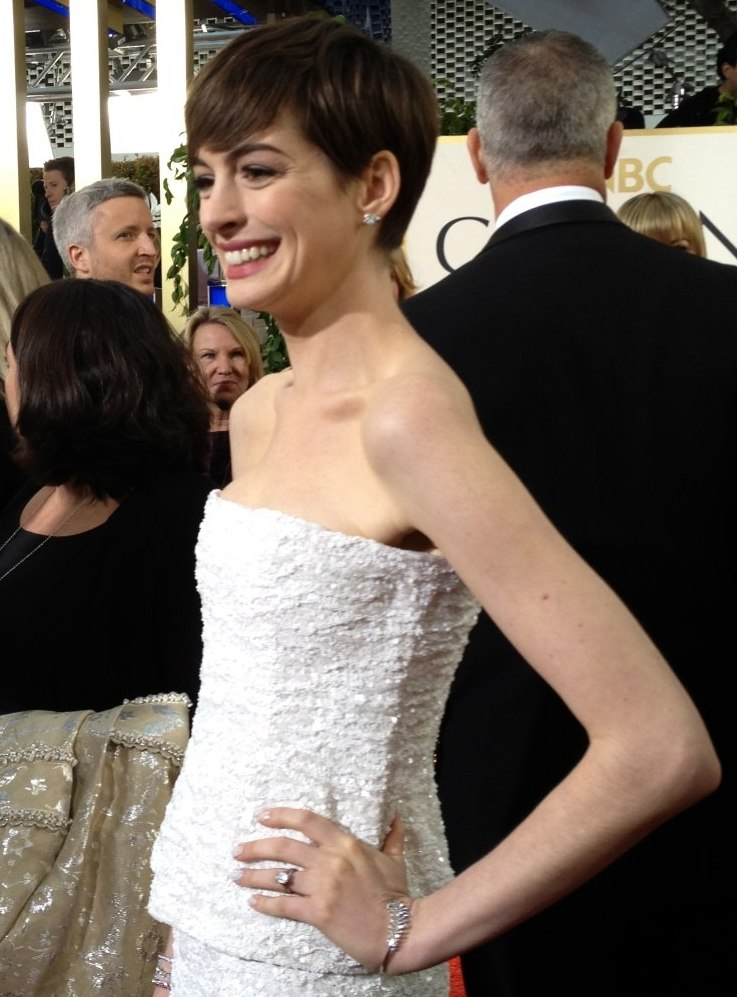
Hathaway (2013)

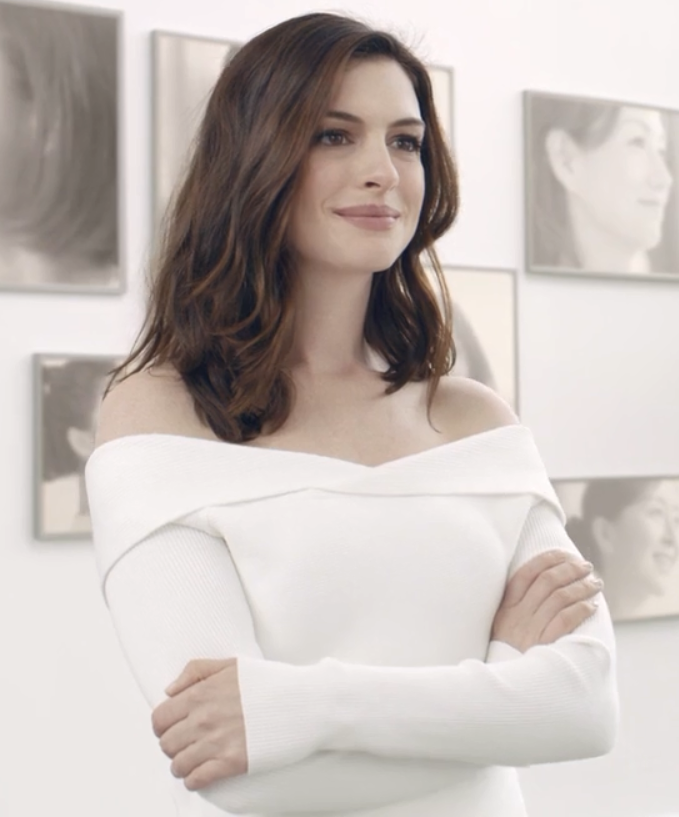
Hathaway (2017)

Jest córką aktorki Kate McCauley i prawnika Gerarda Hathawaya. Jej matka miała pochodzenie irlandzkie, a jej ojciec miał korzenie irlandzkie, francuskie, angielskie i niemieckie. Dorastała w stanie New Jersey z braćmi – starszym Michaelem i młodszym Tomem. Uczęszczała do Wyoming School w Millburn. Była sopranem w All-Eastern U.S High School Honors Chorus, z którym wystąpiła m.in. w Carnegie Hall. Uczyła się aktorstwa w teatrze Paper Mill Playhouse w New Jersey.
Jako aktorka zadebiutowała rolą Meghan Green w czterech odcinkach serialu Luzik Guzik (Get Real, 1999), za występy w których zdobyła nominację do nagrody Teen Choice i Nagrodę dla Młodego Artysty. Na wielkim ekranie zadebiutowała rolą nastolatki, która okazuje się następczynią tronu, w komedii familijnej Garry’ego Marshalla Pamiętnik księżniczki (The Princess Diaries, 2001). Za tę rolę była nominowana do nagrody MTV Movie Award, a magazyn „People” umieścił aktorkę na liście wschodzących gwiazd 2001. Dla występy w kontynuacji filmu, komedii Pamiętnik księżniczki 2: Królewskie zaręczyny (2004), odrzuciła propozycję zagrania Christine Daae w ekranizacji musicalu Upiór w operze. Następnie wystąpiła jako ulubienica wróżek w familijnej komedii fantasy Ella zaklęta (Ella Enchanted, 2004). W melodramacie kryminalnym Spustoszenie (Havoc, 2005) za kreację bogatej nastolatki zafascynowanej hip-hopem Allison Lang odebrała nagrodę DVDX. Zagrała Lureen, żonę homoseksualisty (w tej roli Jake Gyllenhaal) w oscarowym melodramacie Anga Lee Tajemnica Brokeback Mountain (Brokeback Mountain, 2005). W filmie Diabeł ubiera się u Prady (The Devil Wears Prada, 2006) zagrała Andy Sachs, starającą się o posadę asystentki królowej świata mody, Mirandy Priestly (Meryl Streep). W filmie Zakochana Jane (2007) zagrała angielską pisarkę Jane Austen.
W 2009 otrzymała nominacje do najbardziej prestiżowych nagród w branży filmowej: Oscar, Złoty Glob, Independent Spirit Awards, Satelita i nagroda Gildii Aktorów Filmowych za rolę w niezależnym filmie dramatycznym Rachel wychodzi za mąż. Następnie zagrała główną rolę w komedii Ślubne wojny (2009) u boku Kate Hudson. 2 lutego 2010 wraz z przewodniczącym Amerykańskiej Akademii Filmowej Tomem Sherakiem przedstawiła nominacje do 82. ceremonii wręczenia Oscarów. W tym samym roku wystąpiła w trzech filmach: wielowątkowej komedii romantycznej Walentynki Garry’ego Marshalla, filmie fantasy Tima Burtona Alicja w Krainie Czarów jako Biała Królowa, oraz w filmie tragikomicznym Edwarda Zwicka Miłość i inne używki, w którym ponownie partnerował jej Jake Gyllenhaal. Za rolę w tym ostatnim filmie aktorka została nominowana do Złotego Globu oraz otrzymała nagrodę Satelitę dla najlepszej aktorki w filmie komediowym lub musicalu. W grudniu 2010 wraz z Denzelem Washingtonem poprowadziła coroczny koncert dla laureata Pokojowej Nagrody Nobla, a 27 lutego 2011 wraz z Jamesem Franco poprowadziła 83. ceremonię wręczenia Oscarów. 
W sierpniu 2011 premierę miał film Lone Scherfig Jeden dzień, w którym Hathaway zagrała główną rolę kobiecą u boku Jima Sturgessa. Następnie pojawiła się w roli Kobiety-Kota w filmie Mroczny Rycerz powstaje (2012) będącym ostatnią częścią trylogii o Batmanie w reżyserii Christophera Nolana. W tym samym roku zagrała Fantynę w ekranizacji musicalu Les Misérables w reżyserii Toma Hoopera. Za rolę w ekranizacji spektaklu, będącego adaptacją powieści Nędznicy Viktora Hugo, w 2013 otrzymała Oscara dla najlepszej aktorki drugoplanowej.

## Życie prywatne
Jej mężem jest Adam Shulman. 24 marca 2016 w Los Angeles urodziła syna, Jonathana Rosebanksa Shulmana. W grudniu 2019 przyszło na świat jej drugie dziecko.

## Filmografia

### Filmy fabularne
- 2001: Pamiętnik księżniczki (The Princess Diaries) jako Mia Thermopolis
- 2001: Druga strona nieba (The Other Side of Heaven) jako Jean Sabin
- 2002: Nicholas Nickleby jako Madeline Bray
- 2002: Narzeczona dla kota (Neko no ongaeshi) jako Haru (głos)
- 2004: Pamiętnik księżniczki 2: Królewskie zaręczyny (The Princess Diaries 2: Royal Engagement) jako Mia Thermopolis
- 2004: Ella zaklęta (Ella Enchanted) jako Ella
- 2005: Tajemnica Brokeback Mountain (Brokeback Mountain) jako Lureen Newsome
- 2005: Spustoszenie (Havoc) jako Allison Lang
- 2005: Czerwony Kapturek – prawdziwa historia (Hoodwinked!) jako Czerwony Kapturek (głos)
- 2006: Diabeł ubiera się u Prady (The Devil Wears Prada) jako Andy Sachs
- 2007: Zakochana Jane (Becoming Jane) jako Jane Austen
- 2008: Ocaleni (Passengers) jako Claire Summers
- 2008: Rachel wychodzi za mąż (Rachel Getting Married) jako Kym
- 2008: Dorwać Smarta (Get Smart) jako Agent '99'
- 2009: Ślubne wojny (Bride Wars) jako Emma Allan
- 2010: Miłość i inne używki (Love and Other Drugs) jako Maggie Murdock
- 2010: Alicja w Krainie Czarów (Alice in Wonderland) jako Biała Królowa
- 2010: Walentynki (Valentine's Day) jako Liz
- 2011: Jeden dzień (One Day) jako Emma Morley
- 2011: Rio jako Jewel (głos)
- 2012: Les Misérables. Nędznicy (Les Misérables) jako Fantyna
- 2012: Mroczny Rycerz powstaje (The Dark Knight Rises) jako Selina Kyle / Kobieta-Kot
- 2013: Don Jon jako Emily Lombardo, aktorka z filmu „Special Someone”
- 2014: Interstellar jako Amelia Brand
- 2014: Rio 2 jako Jewel (głos)
- 2014: Siła muzyki (Song One) jako Franny
- 2014: Don Peyote jako agentka Prawdy
- 2015: Praktykant (The Intern) jako Jules Ostin
- 2016: Monstrum (Colossal) jako Gloria
- 2016: Alicja po drugiej stronie lustra (Alice Through the Looking Glass) jako Biała Królowa
- 2018: Ocean’s 8 jako Daphne Kluger
- 2019: Przynęta (Serenity) jako Karen Zariakas
- 2019: Oszustki (The Hustle) jako Josephine Chesterfield
- 2019: Mroczne wody (Dark Waters) jako Sarah Bilott
- 2020: Jego ostatnie życzenie (The Last Thing He Wanted) jako Elena McMahon
- 2020: Wiedźmy (The Witches) jako Grand High Witch
- 2021: Skazani na siebie (Locked Down) jako Linda
- 2022: Armagedon (Armageddon Time) jako Esther Graff
- 2023: Eileen jako Rebecca
- 2023: Przyszła do mnie (She Came to Me) jako Patricia

### Seriale telewizyjne
- 1999–2000: Luzik Guzik (Get Real) jako Meghan Green
- 2009, 2010, 2012: Simpsonowie (The Simpsons) jako Jenny / księżniczka Penelope (głos)
- 2010, 2011: Głowa rodziny (Family Guy) jako matka Maggie / Hot Blonde (głos)
- 2019: Modern Love jako Lexi[11]
- 2021: Solos jako Leah

## Nagrody
| Rok  | Nagroda                   | Kategoria                      | Film                            |
| ---- | ------------------------- | ------------------------------ | ------------------------------- |
| 2012 | Nagroda Satelita          | Najlepsza aktorka drugoplanowa | Les Misérables. Nędznicy (2012) |
| 2012 | Nagroda Satelita          | Najlepsza obsada filmu         | Les Misérables. Nędznicy (2012) |
| 2012 | Złoty Glob                | Najlepsza aktorka drugoplanowa | Les Misérables. Nędznicy (2012) |
| 2013 | Nagroda Akademii Filmowej | Najlepsza aktorka drugoplanowa | Les Misérables. Nędznicy (2012) |
| 2013 | Nagroda BAFA              | Najlepsza aktorka drugoplanowa | Les Misérables. Nędznicy (2012) |